# 122 Leadenhall Street
122 Leadenhall Street, também conhecido como o Leadenhall Building, é um arranha-céu em Londres com 225 metros de altura. Foi inaugurado em julho de 2014 e foi projetado pela Rogers Stirk Harbour + Partners; é conhecido informalmente como "O Ralador" por causa de sua forma distinta, semelhante à do utensílio de cozinha homônimo. Com 225 metros, é um dos vários edifícios altos recentemente concluídos ou em construção no distrito financeiro da cidade de Londres, incluindo 20 Fenchurch Street, The Pinnacle e The Scalpel. O local é adjacente ao Lloyd's Building, também projetado por Rogers, que é a atual sede do mercado de seguros Lloyd's de Londres.